# Liste der Naturdenkmale in Riegelsberg
Die Liste der Naturdenkmale in Riegelsberg nennt die auf dem Gebiet der Gemeinde Riegelsberg im Regionalverband Saarbrücken im Saarland gelegenen Naturdenkmale.

## Naturdenkmale
| Bild | Bezeichnung                      | Ort                                          | Beschreibung                                          | Art | Nr.                                |
| ---- | -------------------------------- | -------------------------------------------- | ----------------------------------------------------- | --- | ---------------------------------- |
| BW   | Steinblöcke (Holzer Konglomerat) | Riegelsberg 49° 19′ 16,3″ N, 6° 59′ 11,8″ O) | nordwestlich der Straße Riegelsberg–Holz, Revier Holz |     | ND-200-RVS-RIE (ex: D 5.03.001 ND) |